# Sporastatiaceae
Die Sporastatiaceae stellen die einzige Familie der Ordnung der Sporastatiales innerhalb der Schlauchpilze (Ascomycota). Sie bilden Flechten.

## Merkmale
Alle Arten der Sporastatiaceae sind Flechten. Der Thallus ist krustenförmig. Algenpartner (Photobiont) sind einzellige Grünalgen, besonders der Gattung Trebouxia und Verwandte. Als Fruchtkörper werden schwarze Apothecien gebildet mit einem wie bei den Lecideales ausdauernden Rand. Die Asci (Schläuche) sind keulig und vielsporig mit einem stark amyloiden, d. h. mit Iod anfarbbaren Hauptkörper (Tholus). Die Ascosporen sind durchscheinend, dünnwandig und einzellig.

## Lebensweise
Die Sporastatiaceae sind Flechten.

## Systematik
Die Familie der Sporastatiaceae wurde 2013 von Mika Bendiksby und Einar Timdal als Schwesterfamilie zu den Rhizocarpaceae erstbeschrieben. Die Gattung Sporastatia war vorher in die Familie der Catillariaceae eingeordnet.
2018 wurde die Familie von Helge Thorsten Lumbsch und Steven D. Leavitt  in den Rang einer Ordnung gehoben, die Sporastatiales. Die Sporastatiales sind monotypisch.
Zur Familie gehören folgende zwei Gattungen:
- Sporastatia mit vier Arten
- Toensbergia mit drei Arten